# Общество дикой природы (США)
The Wilderness Society (буквально Общество дикой природы) — американская общественная организация, занимающаяся охраной природных территорий и федеральных общественных земель в США, продвижением природоохранных законов, обеспечивающих сбалансированное использование этих земель. Занимается также экологическим образованием и просвещением, хранит богатую коллекцию фотографий Энсела Адамса
.
В 1964 году во многом благодаря усилиям The Wilderness Society был принят федеральный закон США о дикой природе (англ. Wilderness Act) и создана Национальная система охраны дикой природы (англ. National Wilderness Preservation System).

## История

### Создание организации и основатели

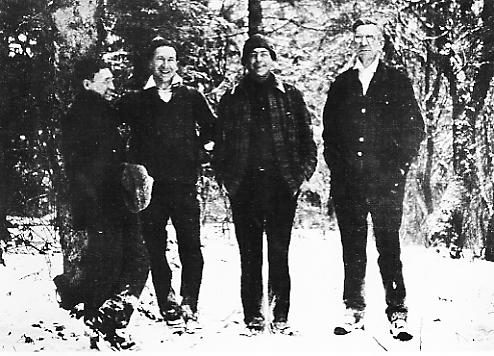
Основатели The Wilderness Society: Бернард Фрэнк, Харви Брум, Боб Маршалл и Бентон Маккей. 26 января 1936 года, Грейт-Смоки-Маунтинс.

The Wilderness Society было основано 21 января 1935 года. Восемь его основателей в дальнейшем стали одними из самых известных консервационистов XX века:
- Боб Маршалл, тогда сотрудник Лесной службы США (англ. United States Forest Service).
- Альдо Леопольд, известный американский экологист и писатель.
- Роберт Стерлинг Ярд, Служба национальных парков США.
- Бентон Маккей (англ. Benton MacKaye), «отец Аппалачской тропы».
- Эрнест Оберхольцер (англ. Ernest Oberholtzer), способствовавший созданию заповедника Quetico-Superior.
- Харви Брум (англ. Harvey Broome), сыгравший ключевую роль в создании национального парка Грейт-Смоки-Маунтинс.
- Бернард Фрэнк (англ. Bernard Frank), основатель организаций Rock Creek Watershed Association и Ohio Canal National Historic Park.
- Харольд Андерсон (англ. Harold C. Anderson), член правления Potomac Appalachian Trail club.

Лесничий Маршалл и региональный плановик Маккей встретились в 1934 году в городе Ноксвилл (штат Теннесси); немного позже к ним присоединился Брум, юрист из Ноксвилла, а затем ещё один профессиональный лесничий — Фрэнк. Они решили заняться созданием организации по охране дикой природы, разослали единомышленникам «Приглашение помочь создать группу для сохранения дикой природы Америки» (англ. Invitation to Help Organize a Group to Preserve the American Wilderness), потому что считали, что в стране уже есть стремление защитить оставшуюся дикую природу от наступления механизированной цивилизации и что серьёзные люди понимают, что природа важнее роскоши и модных игрушек.
21 января 1935 года оргкомитет выпустил буклет, в котором объявил о создании общества The Wilderness Society с целью остановить вторжение на территории нетронутой природы, сохранить её эмоциональную, интеллектуальную, научную ценность. На должность президента общества был приглашён Леопольд, но потом его сменил Ярд. Большую часть денег на нужды общества давал Боб Маршалл, начиная с первого анонимного пожертвования в размере 1000 долларов. Его брат Джордж Маршалл также активно участвовал в деятельности общества.
Ярд стал первым секретарём общества и редактором выпускаемого им журнала The Living Wilderness. Маршалл, получивший богатое наследство от отца, помогал финансово, а затем даже учредил трест по управлению имуществом, доходы от которого продолжали поступать в бюджет The Wilderness Society и после смерти Боба Маршалла в 1939 году.

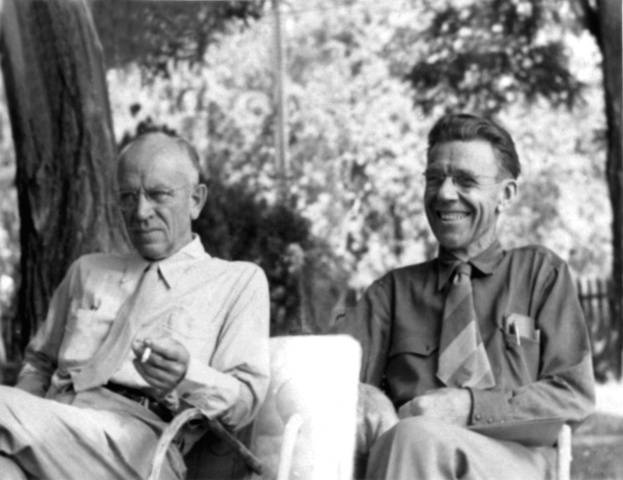
Леопольд и Мюри в 1946 году

### Разработка и продвижение законов

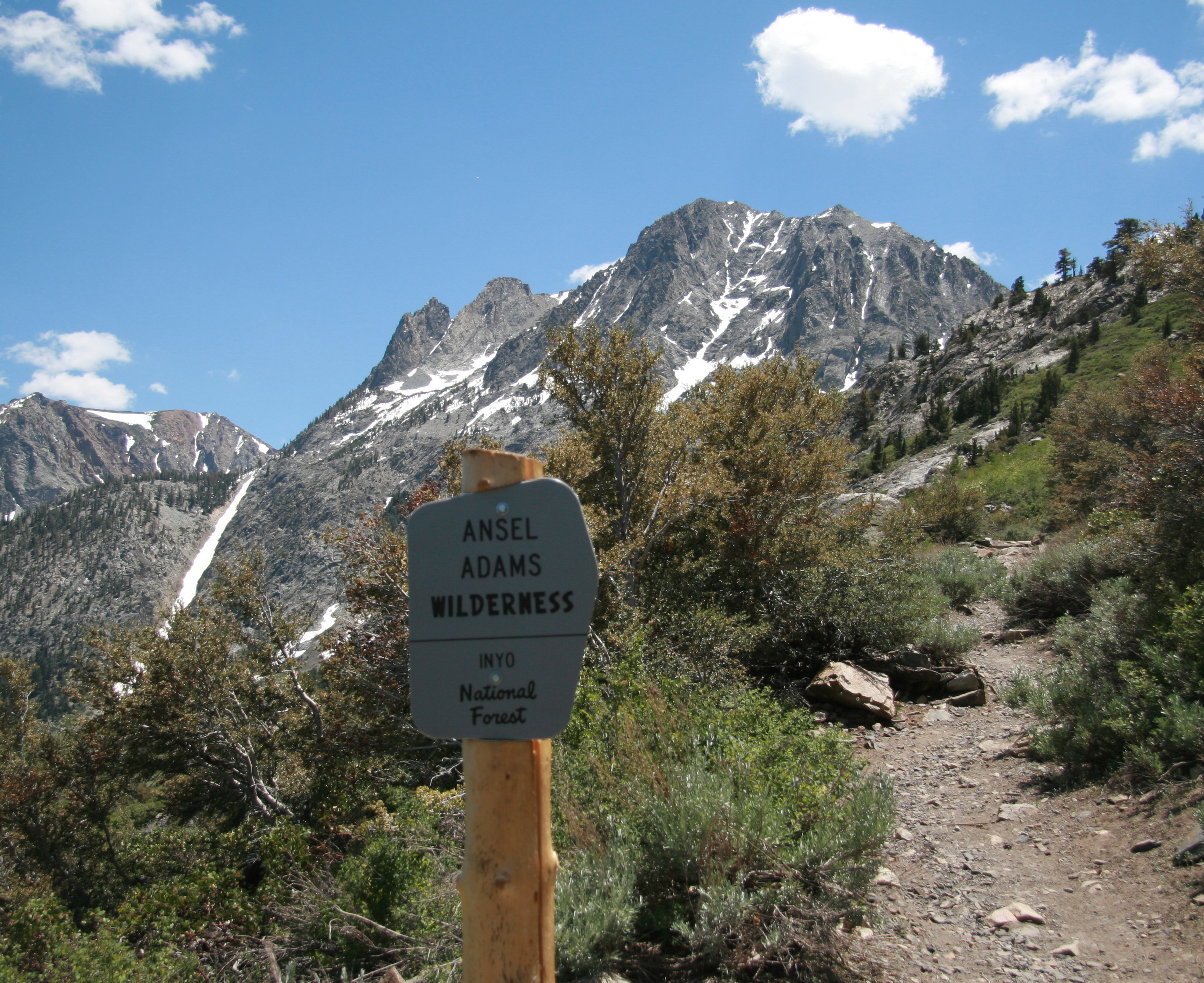
Граница природной территории Ansel Adams Wilderness

Среди американских нормативно-правовых актов, в разработке и продвижении которых участвовало The Wilderness Society, наиболее известен федеральный закон о дикой природе (англ. The Wilderness Act), текст которого написал исполнительный директор общества Говардом Занисером (англ. Howard Zahniser). Принятый Конгрессом США в 1964 году, этот закон учредил Национальную систему охраны дикой природы (англ. National Wilderness Preservation System), которая теперь обеспечивает охрану диких природных территорий во всех штатах США общей площадью около 110 миллионов акров.
Члены The Wilderness Society приняли активное участие в создании и других известных федеральных законов США об охране окружающей среды, в том числе:
- закона о создании Национальной системы охраны рек (англ. National Wild and Scenic Rivers System) (1968 год);
- закона о создании Система национальных троп США (National Trails System) (1968);
- закона о национальном управлении лесами (англ. National Forest Management Act) (1976);
- закона об охране ценных земель на Аляске (1980);
- закона Тонгасса о лесной реформе (Tongass Timber Reform Act) (1990);
- закона об охране пустынь в Калифорнии (англ. California Desert Protection Act) (1994);
- закона об усовершенствовании национальной системы заповедников National Wildlife Refuge System Improvement Act (1997);
- сборника законов об общественных землях 2009 года (The Public Lands Omnibus Act), по которому были созданы новые территории дикой природы в девяти штатах[11].

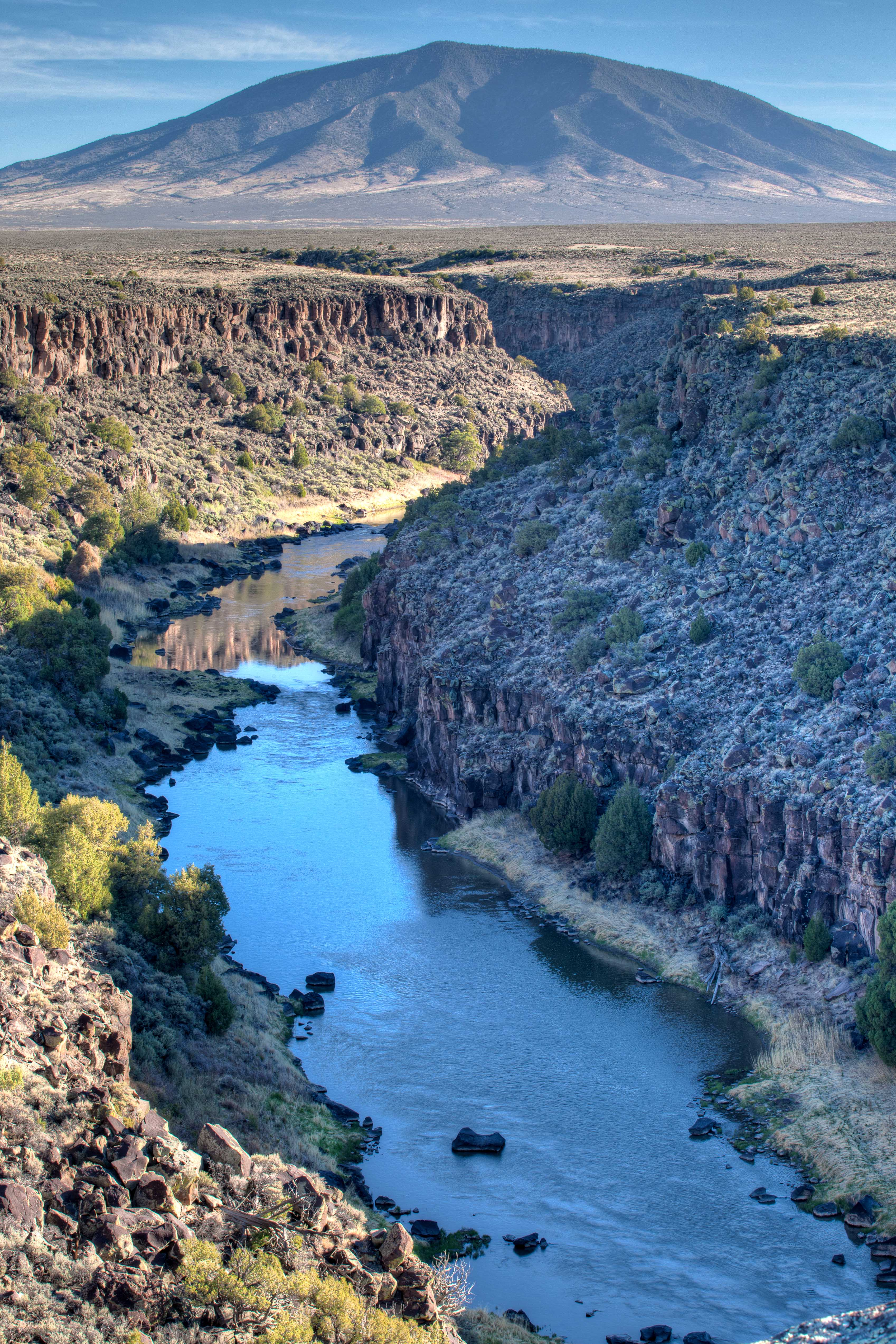
Ute Mountain and upper Rio Grande gorge

## Известные члены
- Олаус Мюри (англ. Olaus Murie)[12].
- Сигурд Ф. Олсон (англ. Sigurd F. Olson).
- Селия М. Хантер (англ. Celia M. Hunter).
- Говард Занисер (англ. Howard Zahniser).
- Маргарет Томас Мюри (англ. Margaret Thomas "Mardy" Murie).
- Гейлорд Антон Нельсон (англ. Gaylord Anton Nelson).
- Уоллес Эрл Стегнер.
- Энсел Адамс.